# Jess St. John
Jess St. John (* 13. Dezember 1995 auf den Amerikanischen Jungferninseln) ist eine antiguanische Kugelstoßerin.

## Sportliche Laufbahn
Erste Erfahrungen bei internationalen Wettkämpfen sammelte Jess St. John bei den Panamerikanischen-Juniorenmeisterschaften 2013 in Medellín, bei denen sie mit 12,69 m den sechsten Platz belegte. Im Jahr darauf gewann sie bei den CARIFTA-Games in Fort-de-France mit einer Weite von 13,26 m die Silbermedaille, wie auch bei den Zentralamerika- und Karibikjuniorenmeisterschaften (CAC) in Morelia mit 13,29 m. Damit qualifizierte sie sich für die Juniorenweltmeisterschaften in Eugene, bei denen sie mit 14,00 m in der ersten Runde ausschied. 2016 wurde sie bei den U23-NACAC-Meisterschaften in San Salvador mit 15,50 m Fünfte und bei den Commonwealth Games im australischen Gold Coast 2018 mit neuem Landesrekord von 17,32 m Siebte.

## Persönliche Bestleistungen
- Kugelstoßen: 17,32 m, 13. April 2018 in Gold Coast (Antiguanischer Rekord)
  - Kugelstoßen (Halle): 16,18 m, 3. Februar 2018 in Manhattan (Antiguanischer Rekord)